# Willy Paulissen
Jan Hubert Willem (Willy) Paulissen (Voerendaal, 13 april 1919 – Heerlen, 16 april 1963) was een Nederlands (amateur)componist. Hij was als musicus voornamelijk bekend in de provincie Limburg.
Hij was zoon van Maria Theresia Knops en Joannes Hubertus Paulissen. Hijzelf is in 1949 getrouwd met Olga Clementine Margaretha Maria de Lint.
Hij was, na een studie gymnasium B aan het Bernardinuscollege, van huis uit gemeenteambtenaar onderwijs (later kunstzaken) in Heerlen. Desalniettemin kreeg hij een opleiding van de gerenommeerde (en bekendere) Andrée Bonhomme aan de Muziekschool Heerlen en via violist Jo Jacobs  van Matty Niël. Niël bracht hem muziektheorie, instrumentatie, contrapunt etc. bij. Zijn eerste herinnering aan muziek was een orgeltje dat hij mocht bespelen als misdienaar van de Carmelitessen.
Zijn naam als componist duikt in de jaren veertig op als componist van een nog onvolwassen klinkende suite. De Danssuite 1948 (regeringsjubileum koningin Wilhelmina der Nederlanden met een uitvoering onder Paul Hupperts) volgde en in 1949 Drie (piano)sonatines. Die laatste haalt uitvoeringen in de concertzaal van Stichting Gaudeamus in Bilthoven met daaraan gekoppeld een uitzending via de Nederlandse Radio Unie. Paulissen speelde ze/het zelf in het kader van eigen-werken-concert. Ook zijn leraar Niël en Ton de Leeuw speelden daar eigen werk. Ook een werk voor twee violen haalde een radio-uitzending.
Een uitvoering van zijn Fantomen, Drie symphonische stukken voor koper, slagwerk, piano en strijkorkest (delen Allegro molto, Thema met variaties en Heksensabbath) door het Maastrichts Stedelijk Orkest onder leiding van André Rieu sr. noopte het Limburgsch Dagblad tot een interview. Fantomen droeg hij op aan zijn behandelend arts uroloog H.R. De Vries van De Wever-Ziekenhuis. Dirigenten als Eduard van Beinum en Rafael Kubelik hadden interesse in uitvoeringen van het werk, maar hevige zelfkritiek van Paulissen verhinderde dat. 
In 1953 richtte hij samen met Harry Biessen, een pianist die het werk van Paulissen frequent op de podia bracht tot in de kleine zaal van het Concertgebouw en stadhuis van New York aan toe, en Jo Dusseldorp het Mijnstreek Kamer Orkest op.
Al vanaf 1951 zat een matige gezondheid (nierfalen) niet alleen zijn loopbaan als ambtenaar in de weg, een grote productie van werken was evenmin haalbaar. Hij overleed op 44-jarige leeftijd. Hij werd in Heerlen op de Begraafplaats Akerstraat begraven.
Nadat Harry Biessen in 1968 overleed, werden Paulissens werken zelden of nooit meer uitgevoerd.